# Cum să îți dresezi dragonul
Cum să-ți dresezi dragonul (titlul original în engleză How to Train Your Dragon) este un film animat fantastic realizat de DreamWorks Animation în 2010 după cartea cu același nume.
În limba română actrița Cosmina Dobrotă asigură vocea lui Astrid. 
Filmul prezintă povestea tânărului viking Hiccup (Sughiț) care dorește să urmeze tradiția tribului său și să devină vânător de dragoni. Când, în sfârșit, prinde un dragon, nu reușește să îl omoare, iar dragonul devine prietenul lui cel mai bun. Premiera românească a filmului a avut loc în 19 martie 2010 în 3D varianta dublată și varianta subtitrată, fiind distribuit de Ro Image 2000.

## Sinopsis
Hiccup este fiul șefului vikingilor, Stoick cel Mare, din insula Berk. Orașul lui Hiccup este atacat în permanență de dragoni care fură hrana. Spre deosebire de ceilalți tineri, Hiccup nu are calitățile unui viking, cauzând numai probleme în încercarea de a demonstra tuturor că poate vâna dragonii.
În timpul unui atac al dragonilor, Hiccup doboara un dragon rar numit Night Fury cu o catapultă construită de el, însă nimeni nu îl crede. Pentru a aduce dovezi, pleacă în pădure unde găsește dragonul doborât, însă își dă seama că nu va fi niciodată capabil să ucidă dragoni și îl eliberează.
Stoick își trimite fiul la antrenament împreună cu alți tineri vikingi, în timp ce el pleacă în căutarea cuibului dragonilor. Însă, după fiecare antrenament, Hiccup se întoarce în pădure pentru a-și petrece timpul cu dragonul. Acesta nu mai poate zbura din cauză că în urma accidentului și-a pierdut o parte din coadă. Împrietenindu-se cu dragonul, pe care îl numește Toothless (Știrbul), Hiccup îi construiește o coadă artificială pe care învață să o controleze. Cu ajutorul cunoștințelor pe care le câștigă dresându-l pe Toothless , Hiccup devine foarte priceput la antrenamentele cu dragonii câștigând respectul colegilor și trezind gelozia lui Astrid, care devine suspicioasă.
Stoick și armata sa se întorc din călătorie învinși și obosiți fără a fi găsit cuibul dragonilor.Acasă, află de la Gobber și de la ceilalți vikingi de calitățile de războinic ale fiului său și mândru, îi oferă lui Hiccup coiful viking al mamei sale.
Când Hiccup câștigă dreptul de a ucide un dragon în cadrul unui ritual, decide să fugă împreună cu Toothless. Astrid îl urmărește până la ascunzătoarea din pădure unde află cauza succesului la antrenamente. Hiccup îi explică că dragonii nu sunt o amenințare, dovadă fiind progresele pe care le-a făcut cu Toothless. În timpul zborului sunt prinși într-un cârd de dragoni care își duceau hrana în cuib.Aici află că dragonii sunt obligați sa fure hrana pentru a hrăni un dragon uriaș.
În înfruntarea de a doua zi, Hiccup decide să le demonstreze tuturor că dragonii nu sunt așa cum îi consideră ei, insă are loc un accident iar Hiccup este în pericol. Toothless simțindu-și prietenul în primejdie îi sare în ajutor dar Stoick îl captureaza. Dezamăgit de trădarea fiului său, Stoick pleacă în căutarea cuibului dragonilor cu ajutorul lui Toothless, ignorând avertismentele lui Hiccup.
Cu ajutorul prietenilor săi și a dragonilor rămași în urmă, Hiccup pleacă în ajutorul tatălui său. Aici, cu ajutorul lui Toothless învinge dragonul gigant și salvează toți dragonii care sunt primiți în Berk ca animale de companie.

## Specii de dragoni
Night Fury (Furia Nopții) este cea mai rară și inteligentă specie de dragoni. Se recunoaște prin pielea închisă la culoare și ochii verzi asemenea unei pisici. Posedă cel mai bun raport aripi-corp astfel încât poate zbura mai sus, mai rapid și pe o distanță mai mare decât orice alt dragon, iar raportul echilibrat putere-greutate îl ajută să decoleze vertical.Atacul de mare viteză, comportamentul prudent și capacitățile analitice fac din Night Fury un adversar periculos .Spre deosebire de restul dragonilor, Night Fury folosește o explozie de energie asemănătoare fulgerelor.Până în prezent, un astfel de dragon nu a fost văzut sau doborât. Night Fury atacă numa pe timpul nopții și nu iși vânează propia pradă, de asemeneă Night Fury poate depăși bariera sunetului cu o viteză de 343m/s la nivelul mării.
Deadly Nadder (Năpârcă Mortală) este, probabil, cel mai frumos dragon din Nord. Este ușor de recunoscut după culoarea albastră luminoasă a corpului și după țepii galbeni strălucitori care îl acoperă de la cap pâna la coadă. Acest dragon este activ în orice moment din zi sau din noapte, este rapid și poate zbura pe distanțe lungi, dar va ateriza întodeauna înainte de a ataca. Deadly Nadder călătorește și atacă în grup ceea ce îl face un dragon deosebit de periculos. Deși nu este cel mai mare sau mai rapid dragon, Deadly Nadder posedă cea mai mare putere de a arunca foc, putând topi oțelul sau transforma un om în cenușă în câteva secunde.Coada sa poate elibera o salva de țepi care pot trece prin copaci, ziduri sau vikingi. Acest dragon la 10 luni trebuie sa bea lapte de la mama lui.
Gronckle are un cap gigantic, trunchi grăsuț și coadă rotundă. Sunt leneși și își petrec majoritatea timpului dormind, fiind cunoscute cazuri în care au adormit în timpul zborului și nu s-au trezit decât atunci când s-au prăbușit. Gronckle are aripi mici , de aceea au un zbor lent ,însa o coordonare foarte bună, putând zbura înapoi și lateral. Acești dragoni atacă în aer, înghit roci, pe care le topesc în stomac și le scuipă sub formă de bile de lavă topită.
Monstruous Nightmare (Coșmarul Monstruos) este un dragon foarte mare cu gâtul și coada lungi asemenea unui șarpe, este acoperit cu solzi de culoare roșie și are țepi lungi și ascuțiți. Deoarece are capul și gura uriașe, poate înghiți vikingi întregi. Acest dragon poate ataca în orice moment din zi sau din noapte, din aer sau pe sol. Este extrem de agresiv iar atacul său este asemenea unui râu de foc.
Hideous Zippleback este unul dintre cei mai mari dragoni occidentali. Are două capete separate, cu gânduri și personalități diferite. Cei mai mulți pot zbura, dar aripile lor sunt mici și de aceea își petrec majoritatea timpului pe sol. Sunt solitari, preferând să vâneze singuri după apusul soarelui. Atacul lor este foarte neobișnuit: unul din capete împrăștie gaze pe care celălalt le aprinde generând o explozie.
Terrible terror (Teroare Teribilă) este cel mai mic dintre dragoni asemănător unei șopârle cu aripi mici. Pot fi găsite în hambarele sau sub podelele caselor vikingilor. Deși un singur astfel de dragon nu reprezintă o amenințare, în grupuri mari aceștia pot provoca daune grave.
Red Death (Moartea Roșie) este cel mai mare dintre dragoni și șeful acestora. Acesta îi obligă pe celalți dragoni să fure hrană și să îl hrănească, amenințându-i cu moartea. Red Death este mare, cu solzi de culoare gri-albastru.Are mai mulți ochi, țepi roșii pe cap și o coadă foarte mare. Acesta este ucis de Hiccup și de Toothless în finalul filmului.